# 市民プラットフォーム
市民プラットフォーム（しみんプラットフォーム、ポーランド語: Platforma Obywatelska、略称: PO）は、ポーランドの政党。中道政党であり、政党連合・市民連立および欧州人民党に加盟している。

## 概説
アンジェイ・オレホフスキ、ドナルド・トゥスク、マツェイ・プワジンスキの3人が中心となり2001年1月に結成された（政党登録は2002年3月5日）。自由連合 (UW) から旧自由民主会議 (KLD) 系の大部分と「連帯」選挙行動 (AWS) 内の保守キリスト教系組織である保守人民党 (SKL) の主要メンバーがPOに参加、中道の立場を採っている。支持層は大都市の高学歴層、高所得者層、西部・北部地域の住民が主体で、経済界、金融、企業家等の支持も厚い。

2015年総選挙における政党支持地域別（郡別）分布地図
PiS＝法と正義
PO＝市民プラットフォーム
PSL＝ポーランド農民党

同時期に結成された他の党（右翼政党の「法と正義」および極右政党のポーランド家族同盟）に比べて支持をのばした。2001年の議会選挙では得票率12.68 %で第2党となり、その後2005年の議会選挙では「法と正義」に敗れたものの、続く2007年の議会選挙では得票率41.5%を獲得して第1党となり、結党以来初めて政権の座についた（ポーランド農民党との連立政権）。
地方議会においても、2010年11月に行われた統一地方選挙の結果、県議会と郡議会および市議会でいずれも第一党となった。県別でみた場合では、西部から中部に及ぶ13県議会で最大勢力となり、連立パートナーである農民党も含めると16県議会全てで過半数を確保した。
2011年10月、任期満了に伴って実施された議会選挙では下院で前回より得票率で2％余、議席数は2議席減となったものの、第1党を維持することに成功した。また上院では6割を上回る議席数を獲得して圧勝した。農民党との合計で下院の過半数も上回ったことから、民主化以降のポーランドで初めて与党の政権続投を確実にした。11月19日、下院で内閣信任決議が承認され、第2次トゥスク内閣が正式に発足した。
2013年8月、約4万2千人の党員の直接投票による党首選挙が行われ、首相で現党首のトゥスクが八割近い得票を集め、対立候補のゴヴィン元法相を退けて再選を果たした。敗れたゴヴィンは、トゥスクが進める社会保険庁や年金改革に対する不満を理由として9月、POを離党した。トゥスクはその後、欧州理事会議長に転身。エバ・コパチが後任の党首・首相に就任した。
2015年10月25日のポーランド議会選挙で法と正義が上下両院で過半数を獲得し、圧勝した。コパチ率いるPOは惨敗を喫し、8年ぶりに下野することとなった。翌2016年1月、スヘティナ（Grzegorz Schetyna）が党首に就任した。

## 政策

### 大統領制反対
最大のライバル政党である法と正義が掲げている、現在の議院内閣制から大統領制へ移行するという案に強く反対しており、議院内閣制の維持を主張している。

### 穏健な社会改革
社会政策では自由主義と世俗主義に軸足を置く一方で、伝統を重んじるキリスト教民主主義との妥協を容認する。信仰心の篤いポーランド社会のより大幅な世俗主義への転換を目指しているが、現在のポーランド国民の感覚にそぐわないような世俗化を求めるような事態は避けている。年金・医療・教育制度改革に積極的である。また、一部の保守主義者から強い反対の声が上がっている首都ワルシャワの毎年の恒例行事「プライドパレード」を積極的に擁護している。2007年以来、徐々に保守的な立場を変えており、多くの政治家は社会問題に対してよりリベラルな立場を持っています。2013年、市民プラットフォームの政府は、体外受精プログラムに公的資金を導入しました。2017年、党は中絶法の自由化のための市民イニシアチブを支持した。また同性カップルのシビル・ユニオンや同性婚もサポートしています。

### 経済のスペシャリスト
経済政策ではジョン・メイナード・ケインズ、リチャード・カーン、ジョーン・ロビンソン、ミハウ・カレツキなどケンブリッジ・ケインジアン的な要素が見られ、イギリスのような、社会主義と新古典派・ケインズ総合（アメリカ・ケインジアン）を組み合わせたいわゆる第三の道ともかなり異なる形で現実の政策を立案することを志向している。

#### 自由化を巡る対立
2011年に党員のヤヌシュ・パリコットがリバタリアニズム的色彩を強めて急進的自由化改革を唱え党執行部と対立して脱党、急進的リバタリアン政党「パリコット支持運動」を結成、オーストリア学派や新古典派経済学の一部に見られる「小さな政府」志向を明確に打ち出し社会・経済両面での急進的自由化を訴えた。これにより市民プラットフォームの穏健主義や漸進改革主義、とりわけ経済政策ではケンブリッジ・ケインジアン的な要素がより際立つことになる。同年、市民プラットフォーム党員で現財務相のヤン・ヴィンツェント＝ロストフスキと、元財務相で1989年民主化後の急進的自由化政策の立役者であったレシェク・バルツェロヴィチとの間で年金改革をめぐる問題により両者の経済学全般における対立が顕在化、国民を二分する大激論となり、ケンブリッジ・ケインジアン的なロストフスキとオーストリア学派的なバルツェロヴィチの一対一のテレビ討論対決が開催されるまでに至り、これはポーランド国営テレビ局 (TVP) 第1チャンネルで生放送された。討論会ではロストフスキを支持する声がバルツェロヴィチを支持する声をわずかに上回った。（一方で、討論があまりに専門的すぎて内容をよく理解できないという不満の声もあった。そのため多くの新聞が討論の解説記事を出した）。これと前後してバルツェロヴィチは市民プラットフォームから距離を置くことになる。

#### 漸進的自由化
市民プラットフォームが主導する政府・連立与党は市場の均衡を損ねるような急進的な自由化政策、および社会の公私両部門に債務蓄積の構造が結果的に発生するような裁量的「長期」政策を最も嫌う。高成長率でなく、債務とのバランスの取れた安定成長を重視する。投資が拡大しているときは成長を犠牲にしてでも断乎として政府財政の安定を求め、支出の伸びをできるだけ控える。投資が縮小しているときは裁量政策を短期的政策として積極的に実行して正味の支出を積極的に拡大、その一方で長期的政策においてはその場その場の裁量的変更の余地をできるだけ排除する。そのため政府・与党は世界金融危機の際にも国際通貨基金 (IMF) の勧告に反対して裁量的な歳出削減をほとんど（ないしまったく）行わず、またIMFが勧告していた公有企業の民営化案件の多くを見合わせることにする一方で民営化の事前準備のほうは慎重に進めた。結果として2009年は経済協力開発機構 (OECD) 諸国で最も高い経済成長率を記録し、株式市場が回復している現在は公有企業の新規株式公開 (IPO) を積極的に行って政府財政を改善している。のちにIMFはこの政党の経済政策が正しかったことを認め、この政党が主導するポーランドの現政権を絶賛している。
市場の混乱時に裁量的な短期景気刺激策を積極的に行う一方で、裁量的な長期的景気刺激策を嫌う。また、古典派（新古典派や新しい古典派を含む）やオーストリア学派が推すような大幅な債務削減についても同様の熱意で断固として嫌う。このため経済状況の大変動の後においても支出の項目は漸進的な増加ないし削減を行う。この結果として世界金融危機後に政府債務が拡大した。この件では年金基金の内部の配分を調整する恒久的な法案を成立させるといった、実際に穏健かつ漸進的な解決策を採用している。この点ではIMFの勧告どおりに裁量的な経済緊縮政策を用いて財政赤字の大幅な削減を実行することを求める一部野党勢力と激しく対立している。上記のロストフスキとバルツェロヴィチの大激論はこの件を巡って起きた。
まとめると、長期政策としては各項目の支出額の決定の際に制度変更を必要とするいわゆる非裁量的な財政支出を重視し、裁量的な支出については市場変動時に短期的政策として積極的に行って正味の支出を拡大するものの、総計については大幅な拡大も縮小も嫌い、市場安定時に正味の支出を削減して公的財政のバランスを回復させ、その際一貫して長期的政策ち投資のコンポーネンツを重視し、許される範囲で投資合計額の内容を再調整するのが同党の経済政策の特徴である。長期政策について貸付資金説に依拠するネオケインズ主義やニューケインズ主義とは異なり、流動性選好を踏まえた本来の意味でのケインズ経済政策に近いものといえる。

#### 公共投資の重視
民間においては積極的に中小企業が活発に活動できるようになる経済環境の構築を目指しており、ドナルド・トゥスク党首・首相は2011年の総選挙においてその路線を明確にしている。ポーランドにおけるその最大の障害は旧体制から続いている官僚主義であるとの認識にもとづき、会社設立のワンストップ窓口サービス、事業を進める上で遭遇する複雑な許認可制度の抜本的見直し、ビジネスの活発化により増加が見込まれる法的係争をより速く処理するための司法改革など、政府（行政）・党（立法）が協力して官僚主義を打破するための具体的な政策を打ち出し始めている。一方で、自由化から生じる財やサービスの供給力増加には有効需要の低下が予想されるため、その対策として通信、道路、空港、港湾、電気、水道、ガス、鉄道、都市交通など古くなった全国インフラや公共施設の補修や新規建設を大規模に行っている。
国有企業の民有化は闇雲に進めず、長期計画を策定して選択的かつできるだけ慎重に行う（このため、ポーランドの急進的な民有化・自由化・規制緩和・経済開放を求める経済専門家、国際的報道機関、国際的産業界、国際的金融界などから激しく非難されている）。同じく、技術革新（イノベーション）で新市場が創出されることによる有効需要の増大を目指して大量の予算が教育事業、現在の時点ではとりわけ職業教育に振り分けられている。同党はこれらのプロジェクトによる雇用創出効果も期待している。この方針に最も積極的なのがトゥスク党首・首相で、EUに対しても、（財政規律を維持を前提として、その上でどうせ財政支出を行うならば）社会保障の給付額の強化よりも、インフラ整備や教育事業といった公共投資をもっと重視した支出を行い潜在需要の増大と雇用創出を図り、その一方で官僚主義の打破により社会保障の積極的な効率化をして行政事務コストを大幅に減らすべき、との考えを表明している。資金は財政支出のほかに欧州連合（EU）からの莫大な補助金がすでに確保されており、これはGDPを1%以上押し上げていると言われている。こういった潤沢な資金を背景に国内の汚職や利益誘導から無駄遣いが起きるのを防ぐため、公共事業の案件の選択、優先順位の決定、実行においてポーランド政府内部の監査機能のほか、日本には存在しないポーランド国政オンブズマン制度（RPO）やEUの執行機関である欧州委員会（EC）などによって厳しく監督されている。
ポーランドを大きな潜在市場と見ている西欧諸国にとっても、EUが拠出する補助金を自分たち純拠出国からの投資と考え、同国のインフラを整備することによって生じる大きな需要に対して自国の製品やサービスを売り込むことで利益を得られるだろうという皮算用がある。いっぽう、実質減税となる制度構築を行ったため2009年度は減収が原因で政府の財政赤字が拡大しており、この点の改善が必要とされているが、2011年10月に予定されている総選挙を控えて同党は拙速な大増税は避け、それまでEUの他国と比較して低率だった消費税率を1%だけ引き上げるなどして、世論の動向を測りながらの慎重な増税策を採っている。
なお、同党は2007年の総選挙で目玉政策としていた個人所得税の定率税化（いわゆるフラット・タックス）について、2011年の選挙ではまったく言及せず、事実上この政策は撤回した。このように同党は、オーストリア学派や新古典派に見られる急進的自由化路線からの脱却を示している。
欧州通貨統合に積極的で、共通通貨ユーロのできるだけ早期の導入を目指しているが、いつ導入するかよりも自国通貨ズウォティをユーロへ固定する為替レートをいくらにするかが重要であるとし、ユーロ導入時期およびその前段階の固定相場制導入時期については明言を避け、慎重な態度を見せている。

### 成果
この結果は数字にも表れている。ポーランドの多年度平均経済成長率がヨーロッパ主要国のなかで最も高い事はよく知られている事実であるが、このほか現在のポーランドは、ヨーロッパ最高の治安の良さと、OECD加盟国2位の教育の質を達成している。

### 多国間協調の重視
外交政策では欧州連合（EU）の統合に積極的である。市民プラットフォームが主導する政府・連立与党は前政権を主導した法と正義が積極的に推し進めたアメリカ合衆国との同盟強化よりも、アメリカとの同盟関係は維持しながらもEUや独立国家共同体（CIS）の加盟諸国との活発な民間の社会的・経済的取引をより重視し、それによって平和を維持する方針を採っている。
ドイツ（ヴァイマール三角連合のうちの隣国）、チェコ・スロバキア・ハンガリー（ヴィシェグラード・グループの構成諸国）、スウェーデン（ポーランドとスウェーデンの二カ国はこれらより東方に存在する旧ソビエト連邦諸国に対する「欧州連合東方パートナーシップ・プログラム」の主導的存在）、そしてイスラエル（イスラエルはポーランドがヨーロッパで最も親ユダヤ的な国民であることを認めている）との友好関係と外交的連携を最重要視し、バルト三国やロシアも含めた旧ソビエト連邦諸国との関係改善にも非常に積極的であり、対立を極力避けて国際協調を最優先する。ただし、2014年クリミア危機以降は親EU政党としての立場から、ロシアに対しては法と正義よりもより厳しい姿勢を保っている。万が一対立が発生した場合もポーランド一国による個別対応は一切行わず、周辺諸国やEUとの協同を絶対的な必要条件として行動する方針を貫き、国際的な協同が確実でないうちは決して具体的な行動に出ないところはこの政党の特徴であるとも言える。隣国の権威主義的な独裁国家ベラルーシに対する政策でも必ずEUとの協同で行っている。

## 主な政治家
- ドナルド・トゥスク - 第2代党首、前ポーランド首相（2007年〜2014年）。2014年から2019年まで欧州理事会議長。2022年現在は再び党首を務めている。
- クシシュトフ・ビェレツキ - ポーランドの国家戦略を策定する首相直属の諮問機関である「国家経済諮問会議」議長（2010年～）。元ポーランド首相（1991年）。タデウシュ・マゾヴィエツキ、ヤヌシュ・レヴァンドフスキ、レシェク・バルツェロヴィチと共にポーランドを市場経済化させた。ポーランド最大の銀行であるポーランド貯蓄銀行（PKO Bank Polski）の前頭取。
- イェジ・ブゼク - 欧州連合（EU）の議会である欧州議会（EP）の議長（2008年〜）。世界的に有名な化学工学者。元ポーランド首相（1997～2001年）。首相時代にはイェジ・レグルスキとの協働により地方自治改革を断行し、多県制とも道州制とも異なる、それまでの中央集権とのバランスのとれたポーランド独特の穏健な地方分権である「県合併」を完成した。
- ハンナ・グロンキェヴィチ＝ヴァルツ - 首都ワルシャワの市長を務めた。ポーランドの中央銀行であるポーランド国立銀行（NBP）の元総裁であり、NBPの政策決定機関である金融政策決定会合（Rada Polityki Pieniężnej、RPP）の元議長。
- ヤヌシュ・レヴァンドフスキ - 現欧州委員（予算担当）としてEUの予算を一手に担当しEU各国を指導する強大な権限を持つ。グダンスク大学経済研究所の創立者で初代所長。元ハーバード大学講師。元ポーランド共和国市場経済化担当大臣（1990-1993）。
- ヤツェク・サリュシュ＝ヴォルスキ - 現ウッチ大学経済学部教授。元ヨーロッパ統合全権（1991-1996年）。元ヨーロッパ統合委員会議長（2000年）。欧州議会（EP）で市民プラットフォームが所属する国際的政党連合会派である欧州人民党の元副議長。
- ヤン・ヴィンツェント＝ロストフスキ - 元ポーランド財務相。中央ヨーロッパ大学経済学部長（休職中）。党員ではあるが国会議員ではない。2009年暮れまではイギリス保守党の党員でもあった。
- ラドスワフ・シコルスキ - 元ポーランド外務相。妻はもとエコノミスト誌（イギリス）とワシントン・ポスト紙（アメリカ）の編集委員でピューリッツァー賞受賞者である世界的ジャーナリストのアン・アップルバウム。若かりし頃ポーランド民主化運動に身を投じ、官憲からの圧力を逃れてイギリスに亡命した。ラドスワフと、イギリスのデーヴィッド・キャメロンおよびボリス・ジョンソンの3人はオックスフォード大学の学生時代からの友人で、2世紀にわたる伝統を持つエリート飲酒サークル「Bullingdon Club」のメンバーでもあった。

## 選挙における成績
| 年月日                 | 得票数    | 得票率 | 議席数 | 議席率 |
| ---------------------- | --------- | ------ | ------ | ------ |
| 2001年9月23日（詳細）  | 1,651,099 | 12.68% | 65     | 14.13% |
| 2005年9月25日（詳細）  | 2,849,259 | 24.14% | 133    | 28.91% |
| 2007年10月21日（詳細） | 6,701,010 | 41.51% | 209    | 36.09% |
| 2011年10月9日（詳細）  | 5,629,773 | 39.18% | 207    | 45.00% |
| 2015年10月25日（詳細） | 3,661,474 | 24.09% | 138    | 30.00% |
| 2019年10月13日（詳細） | 5,060,355 | 27.40% | 111    | 25.87% |

| 年月日         | 議席数 | 議席率 | 備考                                                                                            |
| -------------- | ------ | ------ | ----------------------------------------------------------------------------------------------- |
| 2001年9月23日  | 15     | 15.00% | 「連帯」選挙行動右派（AWSP）、“法と正義”（PiS）等で構成された 選挙連合「Blok Senat 2001」として |
| 2005年9月25日  | 34     | 34.00% | 単独で                                                                                          |
| 2007年10月21日 | 60     | 60.00% | 単独で                                                                                          |
| 2011年10月9日  | 63     | 63.00% | 単独で                                                                                          |
| 2015年10月25日 | 34     | 34.00% | 単独で                                                                                          |
| 2019年10月13日 | 43     | 43.00% | 市民連立（市民プラットフォームおよび小政党による連立）として                                    |